# تشارلز فريدريك كوكس
تشارلز فريدريك كوكس (بالإنجليزية: Charles Cox) هو سياسي أسترالي، ولد في 2 مايو 1863 في أستراليا، وتوفي في 20 نوفمبر 1944 في أستراليا. حزبياً، نشط في Nationalist Party (Australia) ‏. وقد انتخب عضو مجلس الشيوخ الأسترالي ‏ عن دائرة نيوساوث ويلز ‏ (1 يوليو 1920 – 30 يونيو 1938).